# Prescott Niles
Prescott Niles  (né Prescott Fine, le 2 mai 1954 à New York) est un bassiste de rock américain. Il est connu comme bassiste de  The Knack, qui a été no 1 aux États-Unis et no 6 en Grande-Bretagne avec la chanson My Sharona (1979).
Son père lui achète une Fender Precision Bass 1962 avec laquelle il joue encore à ce jour. 
Prescott a joué et enregistré avec Jimi Hendrix par l'intermédiaire du guitariste chanteur Velvert Turner, avec Randy California (Spirit).
En 1973, il part vivre à Londres pendant deux ans. Il joue et devient ami avec Jeff Beck et Mick Taylor. En avril 1978, il est contacté par Bruce Gary, pour passer une audition, il rejoint The Knack qui est désormais au complet.
Prescott Niles a également travaillé avec George Harrison sur la musique du film Shanghai Surprise avec Madonna et Sean Penn (1986).
Prescott Niles est le père de trois enfants Noa, Liv et Gabe 
Prescott Niles est apparu dans les films suivants : 
- Valley Girl (1983)
- La Légende du pianiste sur l'océan (1998)
- Getting the Knack (documentaire, 2003)